# Veiholmen

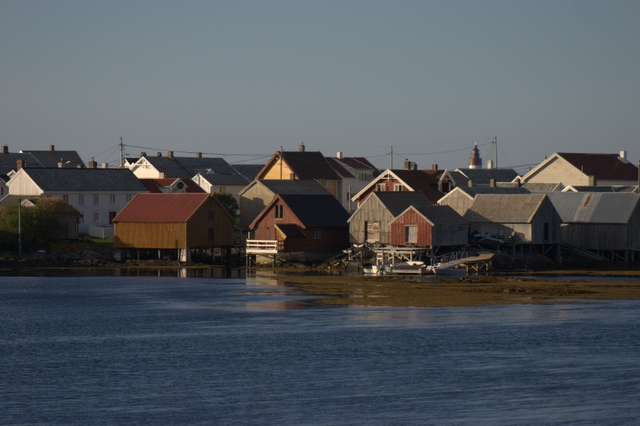
Veiholmen

Veiholmen ist eine Insel der norwegischen Kommune Smøla.
Smøla liegt an der nördlichsten Spitze von Møre og Romsdal zwischen den Städten Kristiansund und Trondheim an der norwegischen Westküste und besteht aus mehreren Inseln. Mit seinen 400 Einwohnern gehört Veiholmen zu den größeren Siedlungen in Smøla. Die Insel ist über eine Brücke erreichbar.
Im Norden der Insel liegt die alte Fischerstation, die heute noch in Betrieb ist und ein wesentlicher Bestandteil der Fischindustrie der Region ist.
Ein anderer wirtschaftlicher Zweig der Insel sowie der Kommune ist der Tourismus. Die Insel ist bei den Norwegern ebenso beliebt wie bei Anglern, Wanderern und Tauchern aus anderen Ländern.